# گریلی جنوبی (وایومینگ)
گریلی جنوبی(به انگلیسی: South Greeley) شهری در ایالت وایومینگ کشور ایالات متحده آمریکا است که جمعیت آن در سرشماری سال ۲۰۱۰ میلادی، ۴٬۲۱۷ نفر بوده‌است.